# الدولة العميقة
الدولة العميقة (بالإنجليزية: Deep state)‏ أو الدولة المتجذرة أو دولة بداخل دولة مفهوم شائع غير اختصاصي يُستخدم لوصف أجهزة حكم غير منتخبة تتحكم بمصير الدولة (كالجيش أو المؤسسات البيروقراطية المدنية أو الأمنية أو الأحزاب الحاكمة)، وقد تتكون الدولة العميقة بهدف مؤامراتي أو بهدف مشروع كالحفاظ على مصالح الدولة كنظام حكم. يفترض بأن للدولة العميقة عناصر موجودة في مؤسسات ومفاصل الدولة المدنية والعسكرية والسياسية والإعلامية والأمنية، وتقدر هذه العناصر التي تعمل صوب أهداف مشتركة من التأثير وتوجيه مؤسسات الدولة الرسمية وقراراتها السياسية.
من الأمثلة الشائعة على مفهوم الدولة العميقة، الدولة العميقة أو المتجذرة في تركيا، والدولة العميقة في الولايات المتحدة (وكالة الأمن المركزي واللوبيات), ومصر (الجيش وكبار رجال الأعمال)، وغيرها. من الممكن أن تكون الدولة العميقة، حين تسمى بدولة داخل دولة، أن تصف بعض الأحزاب والجماعات التي تتصرف كأنها دولة لكن ضمن حدود دولة معترف بها، أو الأجهزة المخابراتية لدولة ما.

## أصل المصطلح، واستخداماته التاريخية
نشأ مصطلح «الدولة العميقة» أولا في تركيا في تسعينيات القرن الماضي،بعد ما عُرف بفضيحة سوسورلوك عام 1996، للتعبير عن شبكات من المجموعات وضباط القوات المسلحة الذين أخذوا على عاتقهم حماية علمانية الدولة التركية بعد قيامها على يد مصطفى كمال أتاتورك، ومحاربة أي حركة، أو فكر، أو حزب، أو حكومة، تهدد مبادئ الدولة التركية العلمانية، وكان ذلك أول تعريف وظهور لمفهوم «الدولة العميقة».
برز بعد ذلك تلك المفهوم بتعريفات مشابهة في كل من الولايات المتحدة الأمريكية، مع إنشاء الوكالة المركزية للاستخبارات الأمريكية، وبدا أن الدولة العميقة تتمثل في شبكات السلطة السياسية في واشنطن، والسلطة الاقتصادية، والمالية، في وول ستريت، والتي تعمل على حماية مجموعة من شبكات المصالح المختلفة.

## تأصيل المفهوم
بالمعنى العام، يقصد «بالدولة العميقة» شبكة الاشخاص الذين ينتمون إلى تنظيم غير رسمي، له مصالحه الواسعة، وامتداداته العريضة في الداخل والخارج. ونقطة القوة فيه أن عناصره الأساسية لها وجودها في مختلف مؤسسات ومفاصل الدولة، المدنية، والعسكرية، والسياسية، والإعلامية، والأمنية.. الأمر الذي يوفر لتلك العناصر فرصة توجيه أنشطة مؤسسات الدولة الرسمية، والتأثير في القرار السياسي..
إلا أن مصطلح الدولة العميقة ليس مفهوماً واضحاً يمكن الارتكان غليه في مجال العلوم السياسية، وهو مصطلح فضفاض، وبات تحميل مسؤولية ما يحدث في كل دولة إلى الدولة العميقة فيها.
ويرى العديد من الباحثين، أن للدولة العميقة وجهان، أحدهما معلن وظاهر.. والآخر خفي، غير معلن:
- الأول: يتمثل في رجالها الذين يتبوؤون مواقع متقدمة في مؤسسات الدولة، والجيش، والبرلمان، والنقابات، إلى جانب مؤسسات الإعلام، ونجوم الفن والرياضة.
- والوجه الآخر الخفي: يتولى تحريك الأطراف المعنية في مؤسسات الدولة، لتنفيذ المخططات المرسومة.. مما يعني أننا هنا أمام «دولة موازية»، حسب المؤرخ الأمريكي روبرت باكستون.

في حين يربط باحث آخر هو «بيتر سكوت»، بين مصطلح «الدولة العميقة» وبين مصطلح «السياسة العميقة»، والتي يقصد بها كل الممارسات والترتيبات السياسية المتعمدة أو غير المتعمدة، والتي يتم قمعها عادة بدلا من الاعتراف بها، وقد حاول سكوت من خلال مصطلح «السياسة العميقة» تعريف «الدولة العميقة»، ولكن على نطاق أوسع يمكِّنه من التطبيق على الحالة الأمريكية. فقد حاول توصيف حالة التفاعل بين الدولة الدستورية الشرعية القائمة، والقوى العميقة التي تقف وراءها ذات الثروة والسلطة، والتي تستخدم العنف خارج إطار الحكومة، وهو ما أطلق عليه (الباب الخلفي للدولة)، أو طريق الهروب أمامها، مما يتيح الوصول إلى قوى الظلام، خارج نطاق القانون.
وهكذا فان مصطلح «الدولة العميقة» يعبر عن:
- ذلك التحالف العميق الذي يجمع بين ظهرانيه بنيات الدولة المختلفة، من مركب إداري، وسياسي، وإعلامي، ومؤسسة عسكرية، واستخبارات، وقضاء، ومثقفين، ورجال دين.. تجمعهم مصالح اقتصادية ومشاريع تجارية ومالية، وعلاقات اجتماعية وعائلية، وطقوس احتفالية، وانتماءات طائفية، أو مذهبية، وما سواها..
- وتوحدهم جميعا «رابطة» واحدة منطلقها ومؤداها: الإبقاء على مصالحهم وامتيازاتهم الخاصة، واستثناؤهم من أية محاسبة أو مساءلة، ثم عدم تعرضهم لأية متابعة قضائية إن اهتز النظام القائم، أو استجدت أحداث من شأنها زعزعة المنظومة.
- إنها عبارة عن تحالف اجتماعي عميق، مع طبقات اجتماعية، أو شرائح فيها.. وخاصة بيروقراطية الدولة، وأجهزة الحكم المحلي. ويمتد هذا المركب إلى قطاع من المجتمع المدني، علما ان لهذا المركب امتدادات اقليمية ودولية.

## كيف تعمل الدولة العميقة؟
لعله من أحد أدوات عمل الدولة العميقة للحفاظ على شبكات المصالح بداخلها، هو استخدام «العنف» في إطار حالات استثنائية خارج إطار القانون، وهو ما يعرف بحالة الاستثناء، والتي يتخذ فيها العديد من الاجراءات الأمنية، بدعوى الحفاظ على الأمن القومي من الخطر الخارجي. وأن هناك دائما عدو مترصد لابد من التأهب دائما لصدهِ عن ما يشكله للدولة من تهديد، وفي إطار ذلك تقوم الدولة بقمع المعارضين، وكل من هم لا يشعرون بالرضا عن أداء الدولة بشكل عام، والسياسي بشكل خاص، ويكون الهدف هو إضفاء طابع قانوني على حالة الاستثناء. وليس بعيدا أن تستغل المؤسسات الدينية، التي تسيطر عليها الدولة لتبرير تلك الاجراءات من الناحية الدينية، حتى تضع طابع “شرعي – ديني” على ممارسات الدولة الأمر الذي يجعل المواطنين يلتزمون الصمت.